# خرطونيات
الخرطونيات (الاسم العلمي: Lumbricidae)، فصيلة من ديدان الأرض التي تشمل معظم أنواع ديدان الأرض المعروفة جيدًا للأوروبيين. تم توطين حوالي 33 نوعًا من أنواع الخرطون في جميع أنحاء العالم.